# تاكنا

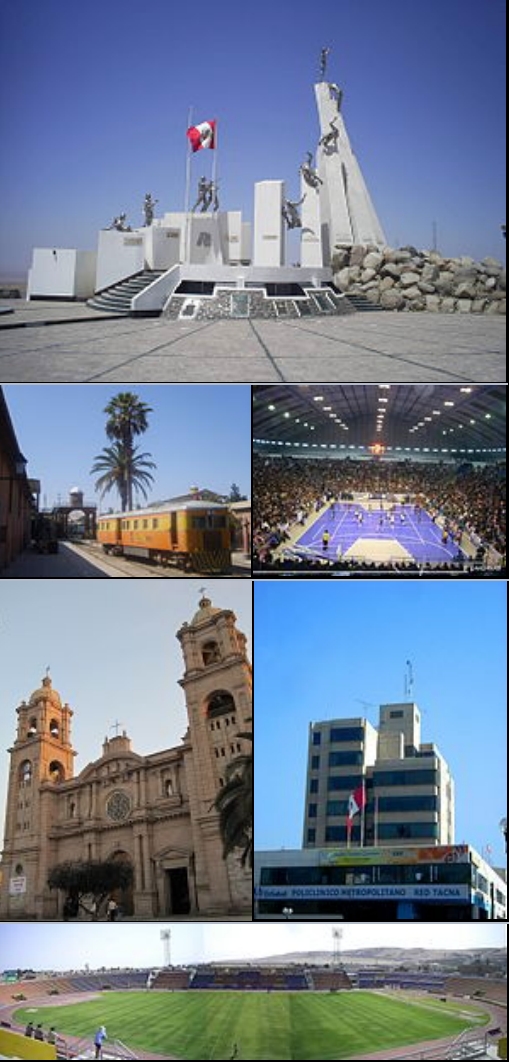
بعض معالم المدينة

تاكنا هي مدينة في جنوب بيرو والعاصمة الإقليمية لمنطقة تاكنا. مدينة نشطة جداً تجارياً، وتقع فقط على بعد 35كم (22 ميل) إلى الشمال من الحدود مع تشيلي، ومن المحيط الهادئ ووادي نهر كابلينا.
كانت تدعى في البداية سان بيدرو دي تاكنا، حيث اكتسب سمعة وطنية عالية، مع العديد من المعالم والشوارع التي سميت بأسماءأبطال النضال في بيرو من أجل الاستقلال (1821-1824) وحرب المحيط الهادئ (1879-1883). ومن المعروف أن سكان تاكنا في الإسبانية يعرفون بالكلمة tacneños.

## تاريخ المدينة
كان فرانسيسكو أنطونيو دي زيلا، يشغل وظيفة المحاسب الملكي (وهي وظيفة مماثلة في العصر الحديث لمراجع ضريبة الدخل)، بدأت حملة في بيرو للاستقلال عن إسبانيا عام 1811 في تاكنا، مما أدى إلى سلسلة من الإجراءات في المدينة، وبلغت ذروتها في 1828 إعلان تاكنا باسم «المدينة البطولية» من قبل الرئيس خوسيه دي لا مارس.
كانت تاكنا عاصمة للاتحاد بين بيرو وبوليفيا والذي تم في الفترة بين (1836-1839)، وقد جذب الازدهار الاقتصادي في تاكنا موجة من المهاجرين من إيطاليا. واليوم، يعيش أحفاد بيرو الإيطالية في المدينة، وكثير منهم لا تزال لديها الألقاب الإيطالية. وقد ادى كل هذا إلى هذه الحقبة من التجارة الناجحة والزراعة العضوية بشكل كبير مع بداية الحرب في المحيط الهادئ.
خلال الحرب التشيلية على بيرو، تم غزو مدن أريكا وتاكنا من قبل الجيش التشيلي، إلى أن تم التوقيع على معاهدة ANCON، في عام 1883. وبموجب بنود المعاهدة، وقعت تشيلي على اتفاق السلام مقابل احتلال محافظات تاكنا وأريكا لمدة عشر سنوات، وبعد ذلك يتم الاستفتاء الذي سيعقد لتحديد السيادة على المنطقة. ولكن تاكنا ظلت تحت السيطرة التشيلية لمدة 50 عاماً، خلالها حاولت الجماعات والسلطات الشيلية قيادة حملة من Chilenization في محاولة لإقناع السكان المحليين للتخلي عن ماضيهم بيرو، واستعراض الجنسية التشيلية.
ومع ذلك، ضمنت القومية في بيرو أن الدعاية التشيلي سوف تفشل، وعقد الاستفتاء المزمع أخيراً، في عام 1929، وتم التوصل إلى اتفاق يبقي اريكا مع تشيلي أما تاكنا فيتم شراؤها.

## تاكنا اليوم
تاكنا هي مدينة تجارية في معظمها مع العديد من المهاجرين من منطقة بونو الذين يعيشون هناك. ويستند اقتصادها على الأنشطة التجارية مع شمال شيلي (أريكا وإكيكي). لأنها جزء من المنطقة الحرة من الرسوم الجمركية، وبدأت تاكنا بالتقدم لمنافسه أريكويبا «المنطقة التجارية الرئيسية جنوب بيرو». المدينة لديها واحدة من أكبر أسواق القطع الأثرية في العالم مع الواردات من اليابان والصين، والحرف اليدوية التقليدية في بيرو.

## معرض صور

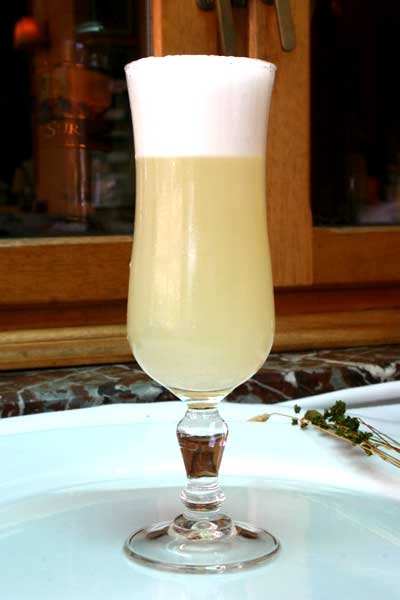
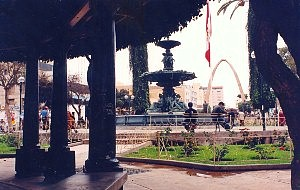
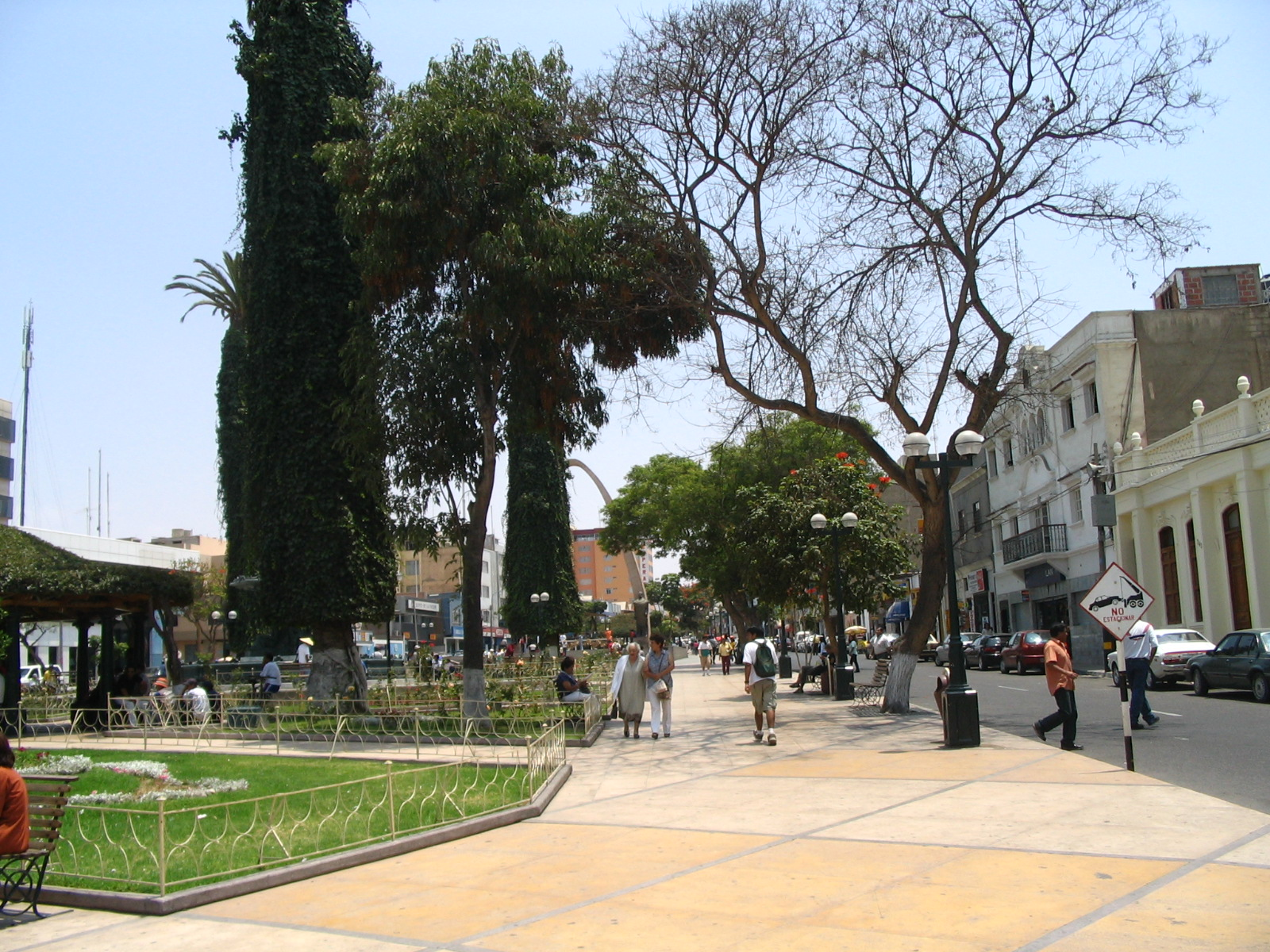